# Albatros C.IX
Die Albatros C.IX war ein zweisitziges Doppeldecker-Aufklärungsflugzeug der Albatros Flugzeugwerke aus dem Jahr 1917. Es besaß gepfeilte Tragflächen und hatte keine tragende, zentrale  Verstrebung zwischen Rumpf und oberer Tragfläche, wie dies sonst bei Doppeldeckern üblich war. Es wurden nur drei Maschinen dieses Typs gebaut. Manfred von Richthofen soll eine dieser Maschinen genutzt haben.

## Technische Daten
| Kenngröße             | Daten                                           |
| --------------------- | ----------------------------------------------- |
| Besatzung             | 2                                               |
| Länge                 | 8,22 m                                          |
| Spannweite            | 10,40 m                                         |
| Höhe                  | 2,74 m                                          |
| Leermasse             | 790 kg                                          |
| Startmasse            | 1150 kg                                         |
| Höchstgeschwindigkeit | 155 km/h                                        |
| Reichweite            | 385 km                                          |
| Bewaffnung            | 1 × MG 7,9 mm starr und 1 × MG 7,9 mm beweglich |
| Triebwerke            | 1 × Mercedes D III mit 118 kW (160 PS)          |